# 颶風琳達 (1997年)
截至2015年10月，颶风琳达（英語：Hurricane Linda）是有纪录以来第二强烈的太平洋飓风。风暴源于1997年9月9日的一股东风波，之后稳步增强，并在经过36小时的发展后达到飓风强度。接下来系统迅速加强，风速达到每小时298公里的最高值，其中心气压估计低至902毫巴（百帕，26.6英寸汞柱）。气象预测部门曾短暂认为风暴会朝南加州进发，但系统实际上转朝海上行进，于9月17日消散。
接近最高强度的飓风琳达在索科罗岛附近经过，对当地的气象仪器造成损坏。风暴给墨西哥西南沿海带去了巨浪，迫使五个港口暂时关闭。如果琳达像气象部门曾经预测的那样在加利福尼亚州登陆，那么它将成为继1939年加利福尼亚热带风暴以来第一个在该州登陆的热带气旋。虽然最终有惊无险地远离，但风暴还是给该地区带去了轻到中度降雨，并在圣戈尔戈尼奥荒野引发泥石流和洪水，摧毁了两套房屋，另有77套受损，总计经济损失为320万美元（1997年美元，相当于607萬2025年美元）。虽然风暴强度很高，但由于没有造成较大的损失，所以其名称“琳达”（Linda）没有予以退役。

## 形成和强化
气象部门认为飓风琳达源于8月24日离开非洲海岸的一股东风波。东风波向西穿越大西洋和加勒比海，过程中没有获得发展。9月6日，巴拿马以西的太平洋上空发展出一片对流带，气象预测部门认为这片对流带与之前的东风波有关联。系统继续向西行进，在三天时间内进入太平洋盆地，并且有杂乱的环流形成。系统中开始发展出带状特征，到了协调世界时9月9日约正午12点，系统已经组织成第号热带低气压，其时位于墨西哥科利马州的曼萨尼约市以南约740公里。
成为热带气旋后，低气压以每小时9.7到19公里的速度向西北方向移动，这部分是因为受到了下加利福尼亚半岛最南端一片中到上层低气压的影响。系统内的深层对流和带状特征有所增加，低气压于9月10日清晨增强为热带风暴。美国国家飓风中心因此将其命名为琳达。随着上层外流得到完善，风暴开始迅速强化。到了9月11日，系统中心已经间歇性地出现风眼，美国国家飓风中心估计琳达已经达到飓风强度。风暴快速增强，中心出现清晰的风眼，周围环绕着非常寒冷的对流。在24小时里，系统内的最低气压就下降了81毫巴（百帕，2.4英寸汞柱），平均每小时下降了3.38毫巴（百帕，0.1英寸汞柱）。这样的强化速度已经达到爆发性增强的标准，其要求为每小时气压降幅至少达到2.5毫巴（百帕，0.074英寸汞柱）。到了9月12日清晨，飓风琳达已经达到了萨菲尔-辛普森飓风等级的五级飓风强度，估计在UTC9月12日早上6点，琳达在索科罗岛东南方向约235公里处达到每小时295公里的最高风速。根据德沃夏克分析法，风暴的最大持续风速达每小时290至314公里，估计阵风风速更高达每小时351公里。最低气压估计低至902毫巴（百帕，26.6英寸汞柱），成为有纪录以来最强烈的太平洋飓风（但此紀錄已經被2015年颶風帕特里夏打破）。另据估算，风暴在活动时其气压还要略低，约为900毫巴（百帕，27英寸汞柱）。
| 最强烈的太平洋飓风                                  | 最强烈的太平洋飓风 | 最强烈的太平洋飓风 | 最强烈的太平洋飓风 | 最强烈的太平洋飓风 |
|                                                     | 飓风               | 年份               | 气压               | 气压               |
| 百帕                                                | 飓风               | 年份               | 英寸汞柱           |                    |
| --------------------------------------------------- | ------------------ | ------------------ | ------------------ | ------------------ |
| 1                                                   | 帕特里夏           | 2015               | 872                | 25.75              |
| 2                                                   | 琳達               | 1997               | 902                | 26.64              |
| 3                                                   | 里克               | 2009               | 906                | 26.76              |
| 4                                                   | 肯纳               | 2002               | 913                | 26.96              |
| 5                                                   | 艾娃               | 1973               | 915                | 27.02              |
| 5                                                   | 伊歐凱             | 2006               | 915                | 27.02              |
| 7                                                   | 瑪麗               | 2014               | 918                | 27.11              |
| 7                                                   | 奧迪爾             | 2014               | 918                | 27.11              |
| 9                                                   | 吉列尔莫           | 1997               | 919                | 27.14              |
| 10                                                  | 吉尔玛             | 1994               | 920                | 27.17              |
| 10                                                  | 瓦拉卡             | 2018               | 920                | 27.17              |
| 列表僅適用於在赤道以北及 國際日期變更線以東的太平洋 |                    |                    |                    |                    |

## 弱化和消散

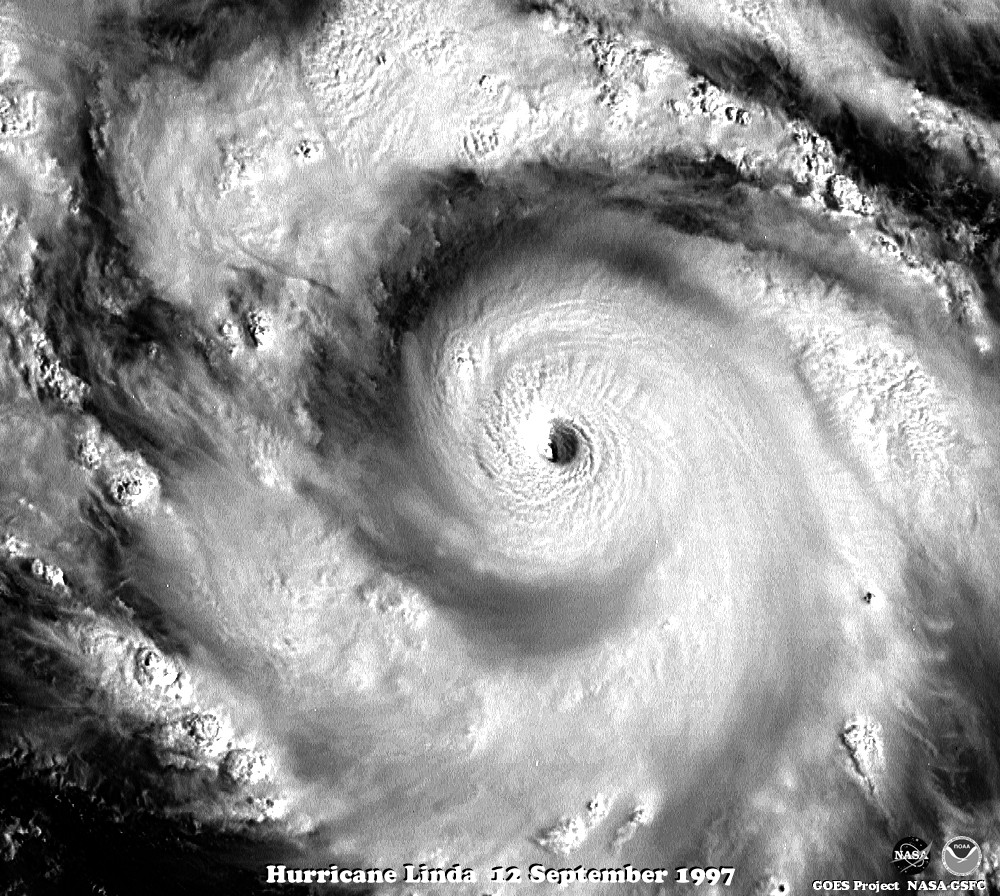
接近最高强度飓风琳达的卫星图像，可以清晰地看到中心的风眼

达到最高强度后不久，飓风琳达以五级强度在索科罗岛附近经过。当时经热带气旋强度预报模型估算，飓风接下来将因为一个上层槽的靠近影响而转向朝加利福尼亚州南部进发。估计当琳达袭击该州时已经大幅减弱，很可能登陆时已经降为热带风暴。但实际情况恰恰相反，由于飓风以北有一个脊形成，风暴实际上转朝西北偏西方向行进而远离陆地。虽然风暴一直远离陆地，但其带来的水分还是到达了加利福尼亚州南部并产生降雨。9月14日，美国国家海洋和大气管理局派出飓风猎人侦察机和飞机进入系统内部进行调查，以期获得这一强大风暴更准确和全面的数据。由于行进途中水温降低，飓风琳达快速减弱，到9月15日已经降级为热带风暴。两天后，位于下加利福尼亚半岛最南端以西约1778公里处的系统减弱为热带低气压。9月18日，琳达已经不能达到热带气旋的标准，不过其环流仍然继续存在了几天后才予消散。
气象部门的预测和计算机模拟都没有预料到这场风暴会如此快速地增强。在一份报告中，美国国家飓风中心预测琳达会在经72小时的发展后达到每小时185公里的最高风速。而预测认为琳达可能达到的最大潜在强度为880毫巴（百帕，26英寸汞柱），比实际达到的气压还要低22毫巴（百帕，0.65英寸汞柱）。由于受到1997至1998年厄尔尼诺－南方振荡现象的影响，1997年太平洋飓风季期间的海洋表面温度要比往年高，因此出现的高强度风暴也较多。飓风琳达形成约一个月前，另一个类似的强劲飓风飓风吉列尔莫出现，同样达到了五级强度。琳达降低了所经海域的水温，令9月21日经过相同水域的飓风诺拉强度也因此削弱。

## 防灾措施和影响

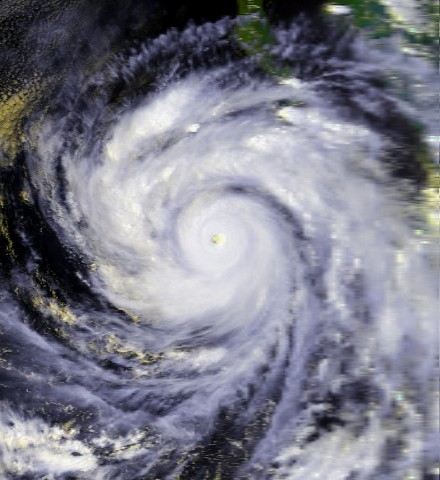
9月12日，飓风琳达接近索科罗岛

虽然飓风琳达的风眼没有实现登陆，但飓风还是以接近最高强度在索科罗岛附近经过。飓风切断了风力和气压测量仪器的电源，岛上一个观测站记录到986毫巴（百帕，29.1英寸汞柱）的气压，之后因电力中断而停止产生数据。没有任何一个地区因这场飓风而收到热带气旋警告或观察预警。不过墨西哥政府有因狂风和涨潮的威胁而发出沿海洪水警报并暂时关闭了五座港口。沿海岸线有报告出现2.4米高的海浪，导致米却肯州、哈利斯科州、纳亚里特州和锡那罗亚州出现洪水。

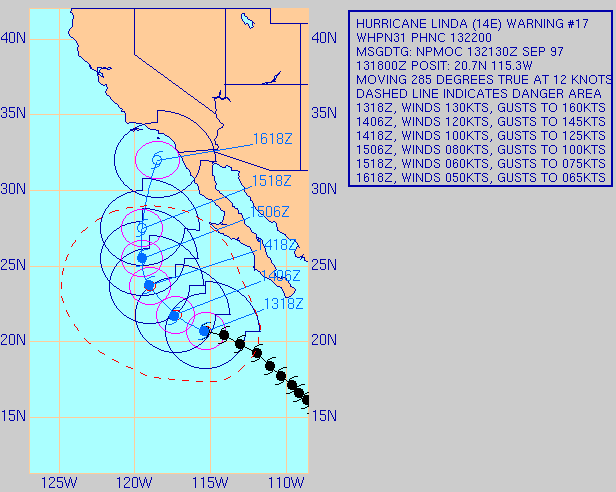
9月13日的预测认为琳达将朝南加州进发

气象部门一度预测琳达将向东北方向前进，以弱热带风暴强度在南加州登陆，如果事实的确如此，琳达将成为继1939年加利福尼亚热带风暴以来第一个在该州登陆的热带气旋。美国国家气象局驻加利福尼亚州奥克斯纳德办公室发布了公共信息和琳达对南加州所可能构成影响的特殊天气报告。该报告中表示预测不一定准确，并建议媒体不要对风暴进行夸大。该办公室指出风暴可能带来大量的降雨，有可能引起山洪爆发和较高的海浪。为了应对可能出现的洪水威胁，工人清理了排水沟，并给沿海物业准备了沙袋。
虽然风暴没有像预测的那样朝陆地靠近，但南加州海岸还是出现了4.6至5.5米的巨浪。纽波特比奇有五人从码头上被卷入海中约270米远，幸运的是他们都由一艘经过的船只所救。飓风带来的水气穿越该州，带去了暴雨和高尔夫球大小的冰雹。位于圣戈尔戈尼奥荒野（San Gorgonio Wilderness）福雷斯特瀑布（Forrest Falls）的一个监测站纪录到每小时64毫米的降雨量。这些降雨引发了严重的洪水和泥石流，两套房屋因此被毁，另有77套受损，共计造成的经济损失约为320万美元（1997年美元，相当于607萬2025年美元）。圣地亚哥记录到1.3毫米降雨，这也是164天来该市首度出现可以测量出来的降雨量，追平了当地1915年和1924年两度最长时间无降雨的纪录。琳达带去的湿气一直延伸到了美国上中西部，在明尼苏达州的明尼阿波利斯创下了一天降雨50毫米的新纪录。

## 纪录
飓风琳达的气压低至902毫巴（百帕，26.64英寸汞柱），是继1966年有了可靠记录以来出现过最强烈的太平洋飓风。在2015年的飓风帕特里夏出现之前，琳达也被认为是继1949年有纪录以来最强烈的太平洋飓风。琳达出现之前，这一纪录由1973年的飓风艾娃保持，其气压经测定低至915毫巴（百帕，27英寸汞柱）。不过考虑到琳达达到最高强度时其气压并没有观测记录，所以其强度只是估计数值。因此艾娃仍然是经过测量确认二強强烈的太平洋飓风，直至2002年10月下旬才被飓风肯纳超越。